# Irritabel tyktarm
Irritabel tyktarm (også irriteret tyktarm, nervøs tyktarm eller tyktarmskatar, la. colon irritabile, en. irritable bowel syndrome), er en tilstand som det skønnes at hver tiende dansker lider af.
De typiske symptomer på irritabel tyktarm (herefter kaldet IBS) er oppustethed, diarré, flatulens (luft i maven) og  mavekneb. Afføringen er vekslende, og patienter kan således både opleve at være forstoppede og at have diarré. Særligt stress og kroniske tilstande som fibromyalgi kan føre til IBS. Har man IBS, vil bestemte fødevarer resultere i kraftigt mavekneb og diarré. Et eksempel herpå er stærkt krydret mad og mad, som indeholder meget fedt. Også andre fødevarer kan give reaktioner for den IBS-ramte.
Diagnosticeringen kan ske ved kikkertundersøgelse eller ved lægesamtale, hvor symptomerne og historik omkring afføringsmønster og smerter gennemgås.
Ved diarré som skyldes IBS, anbefales skånekost som eksempelvis ris og kylling, indtil diarréen er aftaget. Der findes endnu ikke en mirakelkur mod IBS, men patienter anbefales at føre kostdagbog, således at de kan undgå fødevarer som er  diarréfremkaldende. Behandlingen af IBS handler således meget om at få tilrettelagt en kost, som ikke udløser diarré eller forstoppelse, samt at lindre/ behandle diarréen ved længerevarende anfald.

## Symptomer
Hyppigste symptomer  på irritabel tyktarm:
- Oppustet mave
- Skiftende afføring fra hård til tynd eller omvendt
- Slim og/eller slimet afføring
- Hyppige toiletbesøg om morgenen

Symptomerne vil være til stede mindst hver fjerde dag over en længere periode på mindst 2-3 mdr.